# Тюбетейка

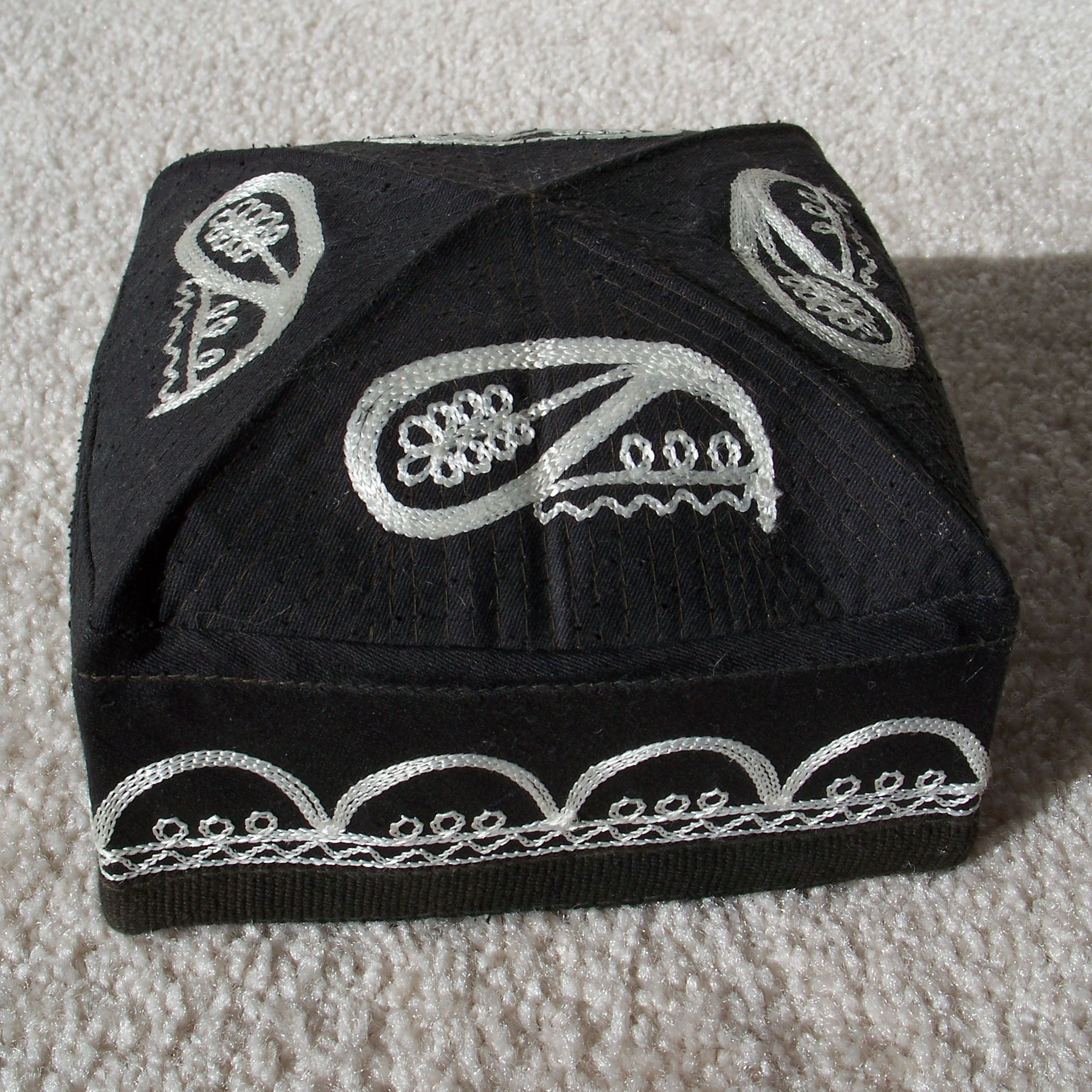
Таджицька тюбетейка з «мигдалевидним» візерунком

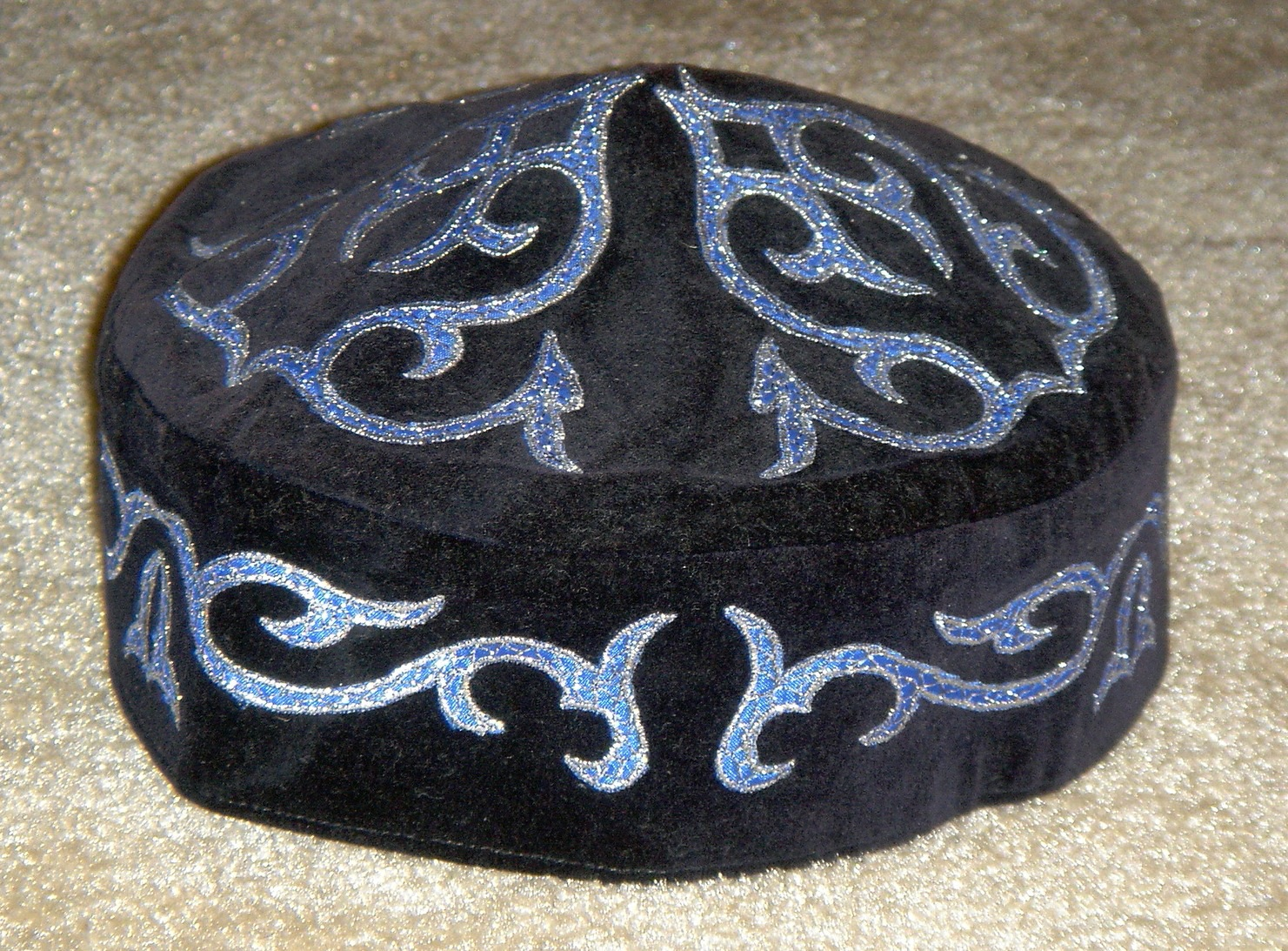
Казахська тюбетейка зі «скотарським» орнаментом

Тюбете́йка (тат. түбәтәй, tübätäy, кирг. тебетей, каз. топы або тақія, туркм. tahya, узб. doʻppi, дўппи, тадж. тӯппӣ, уйг. dopa, крим. taqiye, такъие) — головний убір, що являє собою маленьку шапочку різної форми, зазвичай на підкладці, поширений у народів Середньої Азії та в окремих тюркських народів поза цим регіоном (кримські татари). 

## Назва
Слово «тюбетейка» походить від тюркського «тюбе/тебе/тепа/топи», що в перекладі означає «вершина, верхівка». Водночас, у туркменів цей головний убір називається тах'я, в казахів його подеколи іменують такия, а кримські татари — так'іє.
Інша назва російського походження — «скуфейка».

## Виготовлення і носіння
Тюбетейку роблять з декількох шарів тканини, які прошивають шовковими або бавовняними нитками. Використовують шаблон. На готовому головному уборі прошивають візерунки. Майстри, що робили тюбетейки, завжди цінувалися. Майстринями гаптування тюбетейок були зазвичай жінки.
Це універсальний головний убір — його носять чоловіки, жінки (окрім молодиць і жінок похилого віку, тобто лише дівчата) і діти. Зазвичай тюбетейки прикрашені візерунками, подеколи вишивкою, гаптуванням, бісером. Якщо чоловічі тюбетейки здебільшого двокольорові — переважно білий або світлий орнамент на темному (чорному) тлі, то жіночі тюбетейки можуть бути різнокольорові.
Тюбетейки носили цілий рік — улітку лише тюбетейку, а взимку на покриту тюбетейкою голову надягали теплий зимовий головний убір.

## Розмаїття, історія та сучасність
Тюбетейки виявляють багате розмаїття у формах — вони можуть бути квадратні або круглі, гостроверхі або пласкі. Різноманітним був і матеріал, з якого виготовляли тюбетейки — шовк, оксамит, сатин, сукно і навіть ситець. Географічно тюбетейки також дуже сильно різняться.
Так, найпоширенішою узбецькою (мала також назву дуппі) і таджицькою тюбетейкою була чотиригранна, звужувана догори. Найчастішими мотивами гаптувань в узбеків і таджиків були квітковий або мигдалевидний так званий бодом — мигдалина із зігнутим вусиком, що повторюється на гранях тюбетейки; популярними були й орнаменти з геометричних фігур. У казахів і подеколи в рівнинних киргизів, навпаки, візерунок мав скотарські елементи — переплетені роги. Молоді туркменки носили тах'ю зі срібними підвісками.
Чоловічі тюбетейки завжди скромніші за жіночі. Окремі щедро і коштовно розшиті тюбетейки є справжніми витворами народного декоративно-ужиткового мистецтва.
За давнини тюбетейка відігравала роль оберегу. Вважали, що головний убір здатний уберегти свого господаря від недоброго погляду і навіть дії лихих сил. До тюбетейки ставились із обережністю, а старий головний убір було заборонено викидати або віддавати іншій особі.
Найпопулярнішими тюбетейки були й лишаються в узбеків, таджиків, туркменів, уйгурів, частково в казахів, а також у тюрків Поволжя — татар.